# Вренчица-Велька (гмина)
Вренчица-Велька (пол. Wręczyca Wielka) — сельская гмина (волость) в Польше, входит как административная единица в Клобуцкий повет, Силезское воеводство. Население — 17 117 человек (на 2004 год).

## Демография
| Перепись                       | Всего   | Всего | Женщины | Женщины | Мужчины | Мужчины |
| ------------------------------ | ------- | ----- | ------- | ------- | ------- | ------- |
| Единицы                        | человек | %     | человек | %       | человек | %       |
| Население                      | 17 117  | 100   | 8675    | 50,7    | 8442    | 49,3    |
| Плотность населения (чел./км²) | 115,6   | 115,6 | 58,6    | 58,6    | 57      | 57      |

## Соседние гмины
1. Гмина Бляховня
2. Ченстохова
3. Гмина Хербы
4. Гмина Клобуцк
5. Гмина Опатув
6. Гмина Панки
7. Гмина Пшистайнь